# Траванка (Виньяйш)
Траванка (порт. Travanca) — район (фрегезия) в Португалии, входит в округ Браганса. Является составной частью муниципалитета Виньяйш. По старому административному делению входил в провинцию Траз-уж-Монтиш и Алту-Дору. Входит в экономико-статистический субрегион Алту-Траз-уш-Монтеш, который входит в Северный регион. Население составляет 119 человек на 2001 год. Занимает площадь 11,66 км².